# ホワイトシェル研究所
ホワイトシェル研究所（ホワイトシェルけんきゅうしょ、英語：Whiteshell Laboratories）は、かつて存在した、カナダ原子力公社の研究機関である。

## 沿革・概要
1963年、チョーク・リバー研究所に続くカナダ原子力公社の2つめの研究所としてマニトバ州東部のピナワ（en:Pinawa）に開設され、放射性廃棄物の処分に関する研究開発が重点的に開始された。また、CANDU炉設計と炉安全解析ならびに新型燃料開発とその再処理、低線量放射線に関する生物・医学的影響についての研究も行われた。1983年の時点で、化学・材料科学部、廃棄物管理部、応用科学部、健康・安全部の4つの研究部が置かれ、研究部員400人および管理部、工営部、事務部600人の総数約1000人余が働いていた。
1978年、使用済み燃料の地層処分に関する基礎研究のための地下研究施設URL（Underground Research Laboratory）が併設され、原位置試験が開始された。URLでは、1995年-2000年、日本の動力炉・核燃料開発事業団との共同研究も行われた。
1998年、ホワイトシェル研究所廃止。研究炉や施設の廃止措置が進められ、研究開発はチョーク・リバー研究所に統合された。URLはその後も継続利用されていたが、2010年、地下部分が閉鎖・密封された。
現在、研究所の敷地に約300人の従業員がおり、施設の廃止措置や地下水管理が続けられている。